# Tibiodrepanus simplex
Tibiodrepanus simplex là một loài bọ cánh cứng trong họ Bọ hung (Scarabaeidae).